# سیلیسیم دی‌سولفید
سولفید سیلیسیم یک ترکیب معدنی با فرمول SiS 2 است. این ماده مانند دی‌اکسید سیلیکون این ماده پلیمری است، اما یک ساختار کاملاً متفاوت از اشکال معمول SiO 2 دارد.

## سنتز شیمیایی، ساختار و خواص
این ماده از حرارت دادن مواد با حرارت دادن سیلیسیم و گوگرد توسط واکنش بین SiO 2 و Al2S3 تشکیل شده‌است. این ماده از زنجیره‌های چهاروجهی لبه مشترک، Si (μ-S) 2 Si (μS) 2 و … تشکیل شده‌است.
واکنش آن با اتانول، آلکوکسید اورتوسیلیکات تترا اتیل می‌دهد و H2S با ترت-بوتانول حجیم، الکل به تریس (ترت-بوتوکسی) سیلانتیول می‌دهد:
(CH3)3COH + SiS2 →    [(CH3)3CO]3SiSH + H2S
واکنش با سولفید سدیم، سولفید منیزیم و سولفید آلومینیوم باعث تولید تیوسیلیکات‌ها می‌شود.
ادعا می‌شود که واکنش ایجاد SiS 2 در بعضی از اجرام بین ستاره ای رخ می‌دهد.